# Dolno Sădievo, Haskovo
Dolno Sădievo (în bulgară Долно Съдиево) este un sat în comuna Madjarovo, regiunea Haskovo,  Bulgaria. 

## Demografie
Componența etnică a satului Dolno Sădievo
     Turci (99,04%)
     Nicio identificare (0,95%)
     Altele (0%)
La recensământul din 2011, populația satului Dolno Sădievo era de 105 locuitori. Din punct de vedere etnic, majoritatea locuitorilor (99,04%) erau turci. Pentru 0,95% din locuitori nu este cunoscută apartenența etnică.